# Porcines Circovirus-1
Das Porcine Circovirus-1 (PCV1) ist ein DNA-Virus aus der Familie der Circoviridae, Spezies Circovirus porcine1. Es besitzt das kleinste autonom replizierte Genom aller Viren von Eukaryoten (Stand 2008), kleiner auch als die Genome aller Lebewesen. PCV1 infiziert Schweine, woher die Bezeichnung porcin stammt.

## Struktur

Genomkarte von PCV1, Genomlänge 1,76 kbp

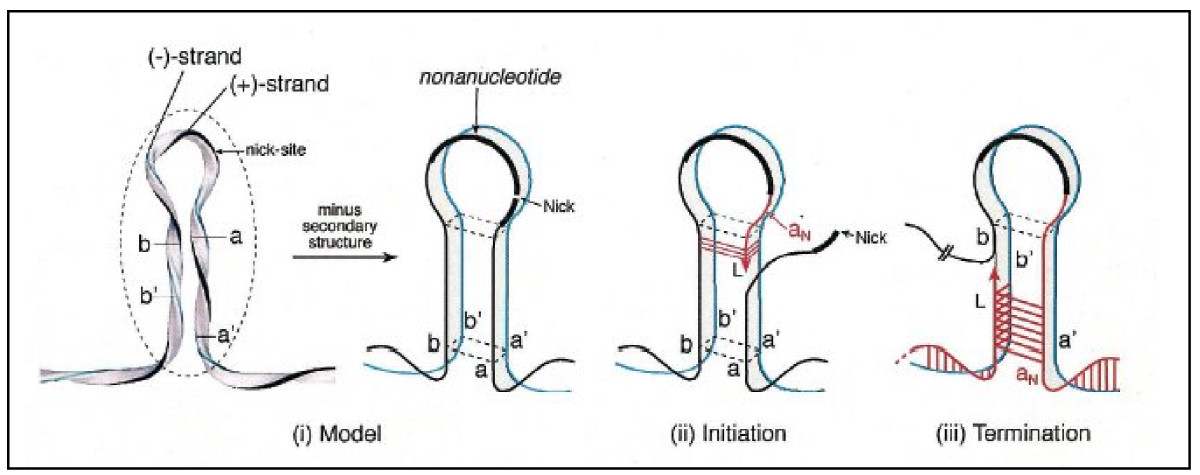
melting pot-Mechanismus

Als Circovirus ist PCV1 unbehüllt. Das Genom von PCV1 ist ringförmig aus ssDNA mit zwei Genen in entgegengesetzter Orientierung (ambisense), rep (Replikase) und cap (Kapsidprotein). Es besteht aus etwa 1759 Basenpaaren (3518 Nukleotiden). Der Nachweis erfolgt unter anderem per Nested PCR. Aus den beiden Genen werden die drei viralen Proteine Rep (312 Aminosäuren), aus demselben rep-Gen durch alternatives Spleißen Rep’ (168 Aminosäuren) und aus dem cap-Gen Cap (233 Aminosäuren) gebildet. Die Replikation erfolgt durch Anlagerung eines Heterodimers aus Rep und Rep’ an eine stem-loop-Struktur in der ringförmigen DNA über eine melting pot-rolling circle replication. Das Kapsidprotein lagert sich zu einem ikosaedrischen Kapsid mit einem Durchmesser von 17 Nanometern und einer Triangulationszahl von 1 zusammen. PCV-1 ist lytisch und verlässt die Zelle unter Zerstörung ebendieser.

## Symptomatik
PCV-1 erzeugt keine Symptome bei Schweinen und Menschen. Das PCV-2 ist nahe verwandt mit PCV-1, ist aber pathogen in Schweinen.

## Rotavirus-Impfstoff-Kontamination
Am 22. März 2010 suspendierte das U.S. Food and Drug Administration (FDA) die Empfehlung zur Verwendung des Rotavirus-Impfstoffs Rotarix wegen viraler Kontamination. In zwei Chargen von Rotarix wurden DNA-Fragmente von PCV-1 nachgewiesen. Weitere Forschungen des Herstellers ergaben, dass es vermutlich seit einem frühen Zeitpunkt in der Rotavirusproduktion vorhanden gewesen sei, vor den klinischen Studien zur Zulassung des Impfstoffs. Später wurden DNA-Fragmente von PCV-1 und PCV-2 im anderen Rotavirus-Impfstoff Rota-Teq gefunden. Beide Viren erzeugen jedoch keine Erkrankungen im Menschen. Am 8. Juni 2010 wurde die Empfehlung wieder ausgesprochen.